# أنتوني، دوق برابانت
أنتوني، دوق برابانت (أغسطس 1384 - 25 أكتوبر 1415؛ معركة أجينكور) وهو دوق برابانت ولوثير وليمبورخ.

## السيرة الذاتية
هو الابن الثاني لـ فيليب الثاني، دوق بورغندي ومارغريت الثالثة، كونتيسة فلاندرز، هو شقيق الأصغر لـ جان الجسور؛ عندما توفيت شقيقة جدته من والدته جوانا في عام 1406 ورث عنها برابانت ولوثير وليمبورخ؛ وبذلك أصبح أول حكام برابانتيين من سلالة فالوا.
وصل أنتوني في وقت متأخر إلى معركة أجينكور في 25 أكتوبر 1415 بحيث كان يرتدي درع، وقاتل أنتوني في المعركة ببراعة، ومع ذلك قبض عليها من قبل الرماة الإنجليز، تم قتله مع باقي الأسرى بعد أن أمر الملك هنري الخامس من إنجلترا بذلك، لم يكن الإنجليز على علم وقت اعدمه بوضعه الرفيع، وأيضا في المعركة توفي شقيقه الأصغر فيليب.

## الزواج والأبناء
- تزوج أولا في أراس في 21 فبراير 1402 من جين دي سان بول ابنة فاليران الثالث، كونت لينييه وسان بول؛[3] وأنجبت له:-
  - جان الرابع، دوق برابانت (1427-1403).
  - فيليب دي سان بول (1430-1404)، دوق برابانت وكونت لينييه وسان بول.
- ثم تزوج في بروكسل في 16 يوليو 1409 من إليزابيث دي غورليتز، دوقة لوكسمبورغ[4] حفيدة كارل الرابع، إمبراطور روماني مقدس؛ وأنجبت له:-
  - ويليام (2 يونيو 1410 - 10 يوليو 1410).
  - غير معروف (1412).

وكذلك لديه أبنتين غير شرعيتين.